# DBm

Схематичне зображення, що показує зв'язок між dBu (джерела напруги) і dBm (потужність, що розсіюється в тепло резистором в 600 Ω)

dBm (іноді dBmW або децибел-мілівати, укр. дБм) це абревіатура для позначення відношення потужності в децибелах (дБ) до виміряної потужності відповідно до одного мілівата (мВт). Ця величина застосовується в радіо, мікрохвильових пристроях і в  волоконно-оптичних мережах як зручна міра абсолютної потужності завдяки здатності виражати як дуже малі, так і дуже великі значення в короткій формі. Для порівняння існує dBW, який співвідноситься до одного вата (1000 мВт).
Оскільки вона належить до вата, це абсолютна величина, що використовується для вимірювання абсолютної потужності. Для порівняння, децибел (дБ) є безрозмірною величиною, яка використовується для задавання кількісного співвідношення між значеннями, такими як співвідношення сигнал-шум.
В аудіо і телефонії, на dBm як правило посилаються щодо імпедансу в 600 Ом, в той час при роботі із радіо частотами dBm як правило вказується щодо імпедансу в 50 Ом.

## Приведення одиниць
Рівень потужності в 0 dBm відповідає потужності в 1 міліват. Збільшення рівня на 10  дБ еквівалентно збільшенню потужності в 10 разів. Збільшення на 3 дБ приблизно дорівнює збільшення потужності удвічі, що означає що рівень в 3 dBm грубо відповідає потужності 2 мВт. Кожному зменшенню рівня на 3 dB, потужність зменшується приблизно на половину, з чого отримується −3 dBm що відповідає потужності в приблизно 0.5 мВт.
Аби виразити довільну потужність P в мВт через змінну x в dBm, або навпаки, можна використовувати наступне еквівалентне рівняння:
{\displaystyle {\begin{aligned}x&=10\log _{10}{\frac {P}{1~{\text{mW}}}},\\P&=1~{\text{mW}}\cdot 10^{\frac {x}{10}},\end{aligned}}}
аналогічно для P в ватах
{\displaystyle {\begin{aligned}x&=30+10\log _{10}{\frac {P}{1~{\text{W}}}},\\P&=1~{\text{W}}\cdot 10^{\frac {x-30}{10}},\end{aligned}}}
Знизу приведена таблиця із корисними прикладами:
| Рівень потужності | Потужність          | Примітки |
| ----------------- | ------------------- | --- |
| 80 дБм            | 100 кВт             | Типова ефективна потужність передачі FM-радіо станції із радіусом дії в 50 км |
| 62 дБм            | 1.588 кВт = 1588 Вт | 1500 Вт максимальна допустима законом потужність вихідного сигналу любительського радіо в США. |
| 60 дБм            | 1 кВт = 1000 Вт     | Типова комбінована потужність елементів мікрохвильової печі |
| 55 дБм            | ~300 Вт             | Типова вихідна потужність передавача в Ku-діапазоні частот супутника на геостаціонарній орбіті |
| 50 дБм            | 100 Вт              | Типове сумарне теплове випромінення людського тіла з піком в 31.5 THz (9.5 μm) Максимальна вихідна потужність від любительського радіо HF-передавача |
| 37 дБм            | 5 Вт                | Типова максимальна вихідна потужність від портативного любительського радіо передавача VHF/UHF |
| 36 дБм            | 4 Вт                | Типова максимальна вихідна потужність для CB радіо станції (27 МГц) в багатьох країнах |
| 33 дБм            | 2 Вт                | Максимальна вихідна потужність мобільного телефону UMTS/3G (Клас потужності 1) Максимальна вихідна потужність від мобільного телефону GSM850/900 |
| 30 дБм            | 1 Вт = 1000 мВт     | Мобільні телефони DCS або GSM 1800/1900 МГц. Ефективна ізотропно випромінювана потужність IEEE 802.11a (каналів шириною в 20 МГц) в будь-якій 5 ГГц підсмузі 2 (5,470–5,725 МГц) за умови що передавачі також сумісні із IEEE 802.11h-, або U-NII-3 (5,725–5,825 МГц). Перше лише для EU, останнє лише для US.                                                                                               |
| 29 дБм            | 794 мВт             | |
| 28 дБм            | 631 мВт             | |
| 27 дБм            | 500 мВт             | Вихідна потужність сигналу типового мобільного телефону Максимальна вихідна потужність від мобільного телефону UMTS/3G (Клас потужності 2) |
| 26 дБм            | 400 мВт             | |
| 25 дБм            | 316 мВт             | |
| 24 дБм            | 251 мВт             | Максимальна вихідна потужність від мобільного телефону UMTS/3G (Клас потужності 3) 1,880–1,900 МГц DECT (250 мВт на 1,728 кГц канал). Ефективна ізотропно випромінювана потужність для бездротових мереж LAN IEEE 802.11a (канал завширшки 20 МГц) або в 5 ГГц підсмузі 1 (5,180–5,320 МГц) або діапазонах U-NII-2 & -W (5,250–5,350 МГц & 5,470–5,725 МГц відповідно). Перше лише в EU, останнє лише в США. |
| 23 дБм            | 200 мВт             | Ефективна ізотропно випромінювана потужність для безпровідної мережі IEEE 802.11n 40 МГц-шириною (5 мВт/МГц) каналів в 5 ГГц підсмузі 4 (5,735–5,835 МГц, лише в США) або 5 ГГц підсмузі 2 (5,470–5,725 МГц, Лише в EU). Також застосовується до безпровідної мережі 20 МГц-шириною (10 мВт/МГц) IEEE 802.11a в 5 ГГц підсмузі 1 (5,180–5,320 МГц)                                                           |
| 22 дБм            | 158 мВт             | |
| 21 дБм            | 125 мВт             | Максимальна потужність вихідного сигналу від мобільного телефоту UMTS/3G (Клас потужності 4) |
| 20 дБм            | 100 мВт             | Ефективна ізотропно випромінювана потужність для безпровідної мережі LAN IEEE 802.11b/g із каналами в 20 МГц шириною в 2.4 ГГц Wi-Fi/Частотний діапазон ISM (5 мВт/МГц). Стандарт Bluetooth радіо Клас 1. |
| 19 дБм            | 79 мВт              | |
| 18 дБм            | 63 мВт              | |
| 17 дБм            | 50 мВт              | |
| 15 дБм            | 32 мВт              | Типова потужність трансляції WLAN ноутбуків |
| 10 дБм            | 10 мВт              | |
| 7 дБм             | 5.0 мВт             | Загальний рівень потужності необхідний для тестування системи автоматичного підсилення в AM-приймачі |
| 6 дБм             | 4.0 мВт             | |
| 5 дБм             | 3.2 мВт             | |
| 4 дБм             | 2.5 мВт             | Стандарт Bluetooth (Клас 2) радіо, 10 м радіуса дії |
| 3 дБм             | 2.0 мВт             | |
| 2 дБм             | 1.6 мВт             | |
| 1 дБм             | 1.3 мВт             | |
| 0 дБм             | 1.0 мВт = 1000 мкВт | Стандарт Bluetooth (Клас 3) радіо, 1 м радіуса дії |
| −1 дБм            | 794 мкВт            | |
| −3 дБм            | 501 мкВт            | |
| −5 дБм            | 316 мкВт            | |
| −10 дБм           | 100 мкВт            | Максимальний сигнал, який приймає бездротова мережа (варіанти 802.11) |
| −20 дБм           | 10 мкВт             | |
| −30 дБм           | 1.0 мкВт = 1000 нВт | |
| −40 дБм           | 100 нВт             | |
| −50 дБм           | 10 нВт              | |
| −60 дБм           | 1.0 нВт = 1000 пВт  | Земля приймає один нановат на квадратний метр від зоряної величини +3.5 Зорь |
| −70 дБм           | 100 пВт             | |
| −73 дБм           | 50.12 пВт           | Сила сигналу "S9", сильний сигнал, в S-метрі або типовому аматорському радіо або радіоприймача коротких хвиль |
| −80 дБм           | 10 пВт              | |
| −100 дБм          | 0.1 пВт             | Мінімальна потужність сприйняття сигналу бездротової мережі (варіанти 802.11) |
| −111 дБм          | 0.008 пВт = 8 фВт   | Нижня границя термального шуму для комерційного GPS одноканальної смуги сигналу(2 МГц) |
| −127.5 дБм        | 0.178 фВт = 178 аВт | Типова потужність сигналу від супутників GPS |
| −174 дБм          | 0.004 аВт = 4 зВт   | Нижня границя термального шуму для смуги пропускання в 1 Гц при кімнатній температурі (20 °C) |
| −192.5 дБм        | 0.056 зВт = 56 йВт  | Нижня границя термального шуму для смуги пропускання в 1 Гц в відкритому космосі (4 Кельвіни) |
| −∞ дБм            | 0 Вт                | Нульова потужність, погано виражається в дБм (значенням є мінус нескінченність) |

Інтенсивність сигналу (потужність на одиницю площі) може перетворюватися на отриману потужність сигналу шляхом множення на квадрат довжини хвилі і діленням на 4π (див. Згасання у вільному просторі).